# Elasmus pulex
Elasmus pulex är en stekelart som beskrevs av Girault 1916. Elasmus pulex ingår i släktet Elasmus och familjen finglanssteklar. Inga underarter finns listade i Catalogue of Life.